# Szlak Architektury Drewnianej (województwo świętokrzyskie)
Szlak architektury drewnianej w województwie świętokrzyskim, obejmuje kilkadziesiąt zabytkowych obiektów i zespołów architektury drewnianej.
Szlak podzielony jest na cztery trasy oraz małą pętlę kielecką.

## Wykaz zabytków

### Trasa 1
| Zdjęcie | Obiekt                                                              | Lokalizacja                                                              | Czas powstania obiektu   | Uwagi |
| ------- | ------------------------------------------------------------------- | ------------------------------------------------------------------------ | ------------------------ | --- |
|         | Kościółek cmentarny św. Leonarda                                    | Busko-Zdrój, ul. Boh. Warszawy 50°28′09″N 20°42′43″E/50,469167 20,711944 | 1699 r.                  | Kościółek zbudowany jest w konstrukcji zrębowej wzmacnianej lisicami, ustawionej na podmurówce z kamienia. Jest orientowany i składa się z kwadratowej nawy, węższego od niej, trójbocznie zamkniętego prezbiterium, maleńkiej zakrystii i dostawionej od zachodu kruchty. Elewacje są oszalowane pionowymi deskami. |
|         | Kościół filialny św. Stanisława Biskupa                             | Chotelek Zielony 50°26′16″N 20°41′33″E/50,437778 20,692500               | 1527 r.                  | Wnętrze kościoła przykrywa polichromowany strop belkowy – cztery belki prezbiterium mają profile późnogotyckie. Odrzwia prowadzące z kruchty do nawy są profilowane, zamknięte półkoliście, z lekkim zaznaczeniem „oślego grzbietu”. Zachował się renesansowy ołtarz, gotycki krucyfiks i takaż kropielnica oraz późnorenesansowa ambona. |
|         | Dzwonnica przy kościele parafialnym Wniebowzięcia NMP               | Chroberz 50°25′06″N 20°32′58″E/50,418333 20,549444                       | 1550 r.                  | Dzwonnica ma konstrukcję słupowo-ramową ustawioną na podmurówce z kamienia łamanego, łączonego zaprawą wapienną. Ściany pokrywa szalunek z pionowych desek „z listwowaniem”. |
|         | Kościół parafialny św. Jakuba Apostoła                              | Probołowice 50°20′57″N 20°32′59″E/50,349167 20,549722                    | 1759 r.                  | Kościół ma ściany o konstrukcji zrębowej, ustawione na kamiennej podmurówce i wzmocnione lisicami. Nad prezbiterium wykonany jest strop zaokrąglony po bokach, w nawie pozorne sklepienie zwierciadlane – w nawach bocznych kształtem zbliżone do ćwierćkolebki. Wnętrze kościoła bogato polichromowane. Na ścianach unikalna polichromia na płótnie. Dzwonnica wybudowana została w roku 1852. Posiada konstrukcję słupowo – ramową.          |
|         | Kościół św. Bartłomieja Apostoła i dzwonnica                        | Stradów 50°22′14″N 20°28′43″E/50,370556 20,478611                        | 1657 r.                  | W kościele znajduje się XVII-wieczny obraz Matki Boskiej Stradowskiej ze srebrną sukienką z 1879 r., obrazy Chrystusa i św. Marii Magdaleny z XVII-XVIII w.,kamienna chrzcielnica z XVII w., monstrancja i kielichy barokowe oraz relikwiarz św. Stanisława. Obok świątyni znajduje się drewniana dzwonnica z 1780 r. z dzwonem ufundowanym przez Szymona Goszczyńskiego z napisem „Polonus me fecit”.                                         |
|         | Kościół parafialny Wniebowzięcia NMP                                | Topola 50°18′23″N 20°26′54″E/50,306389 20,448333                         | 1839 r.                  | Kościół został zbudowany w Kazimierzy Małej. W roku 1897 wymieniono pokrycie gontowe. W latach 70. XX wieku przeniesiony na obecne miejsce. Ściany o konstrukcji zrębowej wykonane są z modrzewia. Wnętrza nawy głównej i prezbiterium nakryte są płaskimi stropami, z fasetami wzdłuż dłuższych boków. Nad niższymi niż nawa główna nawami bocznymi są stropy płaskie.                                                                        |
|         | Kościół parafialny Wszystkich Świętych i dzwonnica                  | Cudzynowice 50°17′21″N 20°29′01″E/50,289167 20,483611                    | 1757 r.                  | Kościół jest orientowany, ma konstrukcje zrębową, ściany wzmocnione są lisicami oraz „żelaznymi ankrami" /od czasu remontu z 1826 roku/ a od zewnątrz pokryte pionowo szalunkiem z desek. Wnętrze kościoła malowane z rokokowym wyposażeniem. Dzwonnica zbudowana została jednocześnie z kościołem. Dwukondygnacyjna, kwadratowa w planie, ma konstrukcję słupowo – ramową.                                                                    |
|         | Kościół parafialny św. Małgorzaty i dzwonnica                       | Gorzków 50°13′22″N 20°30′23″E/50,222778 20,506389                        | 1758 r.                  | Kościół wzniesiono w konstrukcji zrębowej, wzmacnianej lisicami. Stojąca na południowy zachód od kościoła dzwonnica powstała jednocześnie z kościołem. Konstrukcja dzwonnicy jest słupowo – ramowa, zakryta szalunkiem z desek. |
|         | Kościół parafialny Narodzenia NMP                                   | Rachwałowice 50°11′46″N 20°36′41″E/50,196111 20,611389                   | 1542 r.                  | Kościół jest orientowany. Modrzewiowy zrąb ustawiony jest na kamiennej podmurówce. Spinają go od wewnątrz i od zewnątrz lisice, skręcone. Polichromowane wnętrza nakryte są płaskimi stropami. Na kamiennej mensie ołtarza wyryte są: data 1614, herb Korab i napis mówiący o fundacji kościoła. |
|         | Kościół parafialny św. Stanisława Biskupa                           | Świniary 50°21′21″N 20°56′47″E/50,355833 20,946389                       | połowa XVII wieku        | Kościół jest orientowany. Nawa i prezbiterium mają konstrukcję zrębową. Południowa kruchta ma konstrukcję słupową. Wnętrza kościoła nakryte są płaskimi stropami. |
|         | Kościół parafialny św. Idziego i dzwonnica                          | Zborówek 50°23′43″N 21°06′09″E/50,395278 21,102500                       | 1459 r.                  | Kościół ma konstrukcję zrębową, ustawioną na kamiennej podmurówce, wzmocnioną obustronnie lisicami. Elewacje kościoła pokrywają szalunki z desek ustawionych pionowo „z listwowaniem”. Wnętrza kościoła są polichromowane. Nad prezbiterium znajduje się pozorne sklepienie kolebkowe, nad środkowa częścią nawy – płaski strop z fasetami. Dzwonnica powstała w wieku XIX. Konstrukcja jej jest słupowo – ramowa.                             |
|         | Dzwonnica przy kościele Świętych Apostołów Piotra i Pawła           | Beszowa 50°25′21″N 21°06′40″E/50,422500 21,111111                        | XVIII wiek               | Drewniana dzwonnica z XVIII wieku. |
|         | Kościół parafialny Nawiedzenia Najświętszej Maryi Panny i dzwonnica | Niekrasów 50°29′37″N 21°23′11″E/50,493611 21,386389                      | 1661 r.                  | Zbudowany jest z modrzewia, w konstrukcji zrębowej, z dębowymi przyciesiami na kamiennym podmurowaniu, oszalowany deskami, dach pokryty ma gontem. Wnętrze nakrywa płaski strop. Dwa rzędy słupów rozdzielają nawę główną od naw bocznych. Na ścianach i stropie bogate polichromie. Dzwonnica zbudowana w wieku XVIII, stoi przy zachodnim ogrodzeniu kościelnego cmentarza. Materiałem jest sosnowe drewno, a konstrukcję wykonano „w słup”. |
|         | Kościół parafialny MB Bolesnej i św. Andrzeja oraz dzwonnica        | Strzegom 50°30′52″N 21°19′23″E/50,514444 21,323056                       | przełom XVI i XVII wieku | Kościół zbudowany jest z modrzewia, w konstrukcji zrębowej, czyli „na węgieł”. W pierwszych latach wieku XX przedłużono ku zachodowi nawę główną. Wnętrze kościoła pokrywa bogata polichromia. Dzwonnica powstała na początku XX stulecia, jednocześnie z przedłużeniem nawy. Ma ona konstrukcję „w słup” z sosnowego drewna i pobity gontem dach brogowy.                                                                                     |

### Trasa 2
| Zdjęcie | Obiekt                                                         | Lokalizacja                                           | Czas powstania obiektu | Uwagi |
| ------- | -------------------------------------------------------------- | ----------------------------------------------------- | ---------------------- | --- |
|         | Dzwonnica przy kościele Wniebowzięcia Najświętszej Marii Panny | Małogoszcz 50°48′43″N 20°15′54″E/50,811944 20,265000  | połowa XIX w.          | Konstrukcja wykonana jest w „słupy”, ściany od zewnątrz oszalowane deskami „z listwowaniem”. Na elewacjach podział na dwie kondygnacje podkreślony jest niewielkim gontowym daszkiem. Całość nakrywa dach namiotowy z okapem, kryty gontem. |
|         | Kaplica cmentarna pw. św. Anny                                 | Kurzelów 50°53′04″N 19°53′10″E/50,884444 19,886111    | 1 połowa XVII wieku    | Kaplica zbudowana jest z modrzewia w konstrukcji zrębowej. Jest orientowana a swym układem brył przypomina mały kościół. Podwaliny ma przykryte okapnikiem – wyżej jest szalunek z pionowych desek „z listwowaniem”. |
|         | Kościół parafialny Narodzenia NMP i dzwonnica                  | Bebelno 50°45′42″N 19°59′23″E/50,761667 19,989722     | 1745 r.                | Kościół jest orientowany – jednonawowy. Nawa i prezbiterium mają konstrukcję zrębową, spiętą lisicami i przykrytą szalunkiem. |
|         | Kościół parafialny M.B. Częstochowskiej i dzwonnica            | Kossów 50°41′48″N 20°01′40″E/50,696667 20,027778      | 1765 r.                | Kościół jest orientowany, ma konstrukcję zrębową, ustawioną na podmurówce z cegły spajanej zaprawą wapienną. Belki tworzące zrąb są dość potężne – od 20 na 20 do 20 na 30 cm, przykryte szalunkiem z pionowych desek i dodatkowo wzmacniane lisicami. Stojąca w południowo - zachodniej części przykościelnego cmentarza dzwonnica zbudowana została w latach 60. XVIII stulecia. |
|         | Kościół parafialny pw. św. Stanisława Biskupa                  | Rakoszyn 50°38′51″N 20°04′42″E/50,647500 20,078333    | 1779 r.                | Wzniesiony z modrzewia kościół ma konstrukcję mieszaną: głównie zrębową, ale łączy też w sobie elementy konstrukcji sumikowo – łątkowej. Widać to wyraźnie w ścianach nawy i prezbiterium. Narożniki wzmacniają lisice. Elewacje oszalowane pionowo deskami „z listwowaniem”. |
|         | Kościół parafialny Podwyższenia Krzyża Św.                     | Trzciniec 50°37′39″N 20°05′20″E/50,627500 20,088889   | 1928 r.                | Kościół ma konstrukcję zrębową, podpartą podmurówką z cegły. Elewacje kościoła pokrywają szalunki z pionowo mocowanych desek /łączonych „z listwowaniem”/, wąskim niby gzymsem podzielone na dwie kondygnacje. |
|         | Kościół parafialny Nawiedzenia NMP                             | Obiechów 50°34′14″N 19°51′32″E/50,570556 19,858889    | 1763 r.                | Kościół jest orientowany. Kwadratowa w planie wieża, mieszcząca na parterze –kruchtę, a wyżej pełniąca rolę dzwonnicy ma konstrukcję słupowo - ramową, reszta budowli wykonana została w konstrukcji zrębowej. Elewacje oszalowane są pionowymi deskami z lisicami uformowanymi na kształt pilastrów. Kościół posiada barokowe wyposażenie. Wnętrze kościoła jest polichromowane. |
|         | Dzwonnica przy kościele w Mieronicach                          | Mieronice 50°31′26″N 20°09′15″E/50,523889 20,154167   | XVIII wiek             | Drewniana dzwonnica prawdopodobnie z XVIII w., kryjąca dzwon z napisem minuskułowym, gotyckim w. XV-XVII. |
|         | Dzwonnica i młyn wodny.                                        | Krzcięcice 50°35′07″N 20°10′42″E/50,585278 20,178333  |                        | Dzwonnica drewniana z XVIII w. Nieczynny drewniany młyn wodny z 1892 r. |
|         | Dzwonnica przy kościele śś. Piotra i Pawła Apostołów           | Mierzwin 50°33′23″N 20°24′15″E/50,556389 20,404167    |                        | |
|         | Kościół parafialny św. Szczepana Diakona                       | Mnichów 50°41′59″N 20°22′02″E/50,699722 20,367222     | 1754 r.                | Kościół jest orientowany, a jego korpus oparty jest na planie łacińskiego krzyża. Ściany wykonane są z modrzewia w konstrukcji zrębowej. Elewacje szalowane są pionowymi deskami. Wnętrze ma jednolity, rokokowy wystrój wykonany w surowym drewnie modrzewiowym i lipowym i w sposób perfekcyjny zharmonizowane jest z architekturą kościoła. Ścięte naroża skrzyżowania nawy i transeptu zaakcentowane są przez pilastry o pięknie rzeźbionych głowicach. W ramionach transeptu ustawione są ołtarze, a pod kopułą: chrzcielnica, ambona i dwa konfesjonały o wysokich, pokrytych bogatymi dekoracjami zapleckach.                                                |
|         | Kościół parafialny św. Marii Magdaleny                         | Chomentów 50°40′52″N 20°31′56″E/50,681111 20,532222   | 1744 r.                | Kościół jest orientowany, ma konstrukcję zrębową, ustawioną na kamiennej podmurówce. Ściany są oszalowane i wzmocnione lisicami. Wnętrze kościoła polichromowane z barokowym wyposażeniem. |
|         | Park Etnograficzny w Tokarni Muzeum Wsi Kieleckiej             | Tokarnia 50°45′59″N 20°26′26″E/50,766389 20,440556    |                        | Skansen ma charakter ponadregionalny. Na jego terenie można odnaleźć zabytki kultury ludowej i drewnianego budownictwa ludowego z obszaru nieco szerszego niż obecne granice administracyjne województwa świętokrzyskiego. Zgromadzone w parku etnograficznym zabytki podzielone są na sektory: budownictwa małomiasteczkowego, wyżynnego, dworsko-folwarcznego, świętokrzyskiego i terenów lessowych, i pochodzą z XVIII, XIX i XX wieku. Każdy z sektorów wiernie odtwarza i eksponuje różne typy zagród i budynków przemysłu czy też rzemiosła wiejskiego wraz z charakterystycznym otoczeniem. Wnętrza i wyposażenie obiektów obrazują realia wiejskiego życia. |
|         | Kościół parafialny śś. Piotra i Pawła oraz dzwonnica           | Rembieszyce 50°45′32″N 20°17′44″E/50,758889 20,295556 | 1798 r.                | Kościół jest orientowany. Zbudowany jest z drewna o konstrukcji mieszanej: sumikowo – łątkowej łączonej ze zrębową Elewacje kościoła pomiędzy słupami - łątkami wypełnia szalunek z pionowych desek „z listwowaniem”. Wzmacniające ściany lisice uformowano na kształt pilastrów, wieńcząc je rzeźbionymi głowicami. Dzwonnicę zbudowano w 2. połowie XIX stulecia. |

### Trasa 3
| Zdjęcie | Obiekt                                  | Lokalizacja                                                                     | Czas powstania obiektu | Uwagi |
| ------- | --------------------------------------- | ------------------------------------------------------------------------------- | ---------------------- | --- |
|         | Zabytkowa drewniana chałupa             | Kakonin 50°52′20″N 20°55′59″E/50,872222 20,933056                               | 1820 r.                | Budynek składa się z trzech pomieszczeń. Chałupa ma około 30 metrów kwadratowych, ale sporo miejsca zajmuje kuchnia z piecem chlebowym i zapieckiem. Izba została odtworzona na podstawie badań etnograficznych. Można w niej zobaczyć m.in. żelazko z duszą, pod łóżkiem buty oficerki i drewniana łycha do ich ściągania oraz niekompletny jeszcze warsztat tkacki. W sieni na ścianach wiszą fotografie Henryka Pieczula z wystawy z 1978 roku, które pokazują stary Kakonin. |
|         | Zagroda Czernikiewiczów w Bodzentynie   | Bodzentyn, róg ul. 3 maja i Św. Ducha 50°56′26″N 21°01′22″E/50,940556 21,022778 | 1809 r.                | W skład zagrody wchodzą: budynek mieszkalny i budynki gospodarcze, które wraz z drewnianym ogrodzeniem tworzą zwarty zespół w kształcie czworoboku. Ściany wszystkich budynków wzniesione zostały z drzewa jodłowego. Dachy pokryte są gontem. Wewnątrz budynków urządzona jest stała ekspozycja. Znajdują się tu tradycyjne sprzęty i przedmioty codziennego użytku, charakterystyczne dla Bodzentyna i okolicznych wsi.                                                        |
|         | Dzwonnica                               | Tarczek 50°56′25″N 21°01′24″E/50,940278 21,023333                               | XIX wiek               | Zbudowana na początku XIX w. |
|         | Kościół parafialny M.B. Częstochowskiej | Radkowice 50°58′52″N 21°02′02″E/50,981111 21,033889                             | 1621 r.                | Kościół zbudowany jest w konstrukcji zrębowej, wzmocnionej lisicami. Wnętrza są polichromowane i nakryte płaskimi stropami. |
|         | Modrzewiowa brama i dwie dzwonnice      | Krynki 51°00′45″N 21°12′24″E/51,012500 21,206667                                | 1770 r.                | Brama wejściowa na plac przykościelny wmontowana jest w dwie drewniane wieże–dzwonnice, z których każda zaopatrzona jest w furtę wejściową. |
|         | Kościół parafialny Zesłania Ducha Św.   | Parszów 51°04′28″N 20°56′08″E/51,074444 20,935556                               | 1934 r.                | Kościół ma konstrukcję ryglową /z wyjątkiem słupowo - ramowej dzwonnicy/, ustawioną na dość wysokiej podmurówce wykonanej z piaskowca. |
|         | Nieczynny kościół, dawniej św. Józefa   | Skarżysko-Kamienna, dzielnica Bzin 51°06′23″N 20°49′59″E/51,106389 20,833056    | 1928 r.                | Kościół jest zbudowany w konstrukcji zrębowej, na podmurówce z kamienia. Prezbiterium skierowane jest na zachód.. Dach kościół ma dwuspadowy, o konstrukcji storczykowej, |
|         | Kaplica św. Zofii                       | Bliżyn 51°06′32″N 20°45′24″E/51,108889 20,756667                                | 1817 r.                | Kaplica ma konstrukcję zrębową wykonaną z modrzewiowego drewna, ustawioną na kamiennej podmurówce. Elewacje kaplicy pokrywają szalunki. |
|         | Kościół św. Rocha                       | Mroczków 51°08′12″N 20°42′16″E/51,136667 20,704444                              | 1820 r.                | Kościół zbudowany jest w „zrąb” z drewna modrzewiowego z zewnątrz i wewnątrz szalowany deskami przybitych pionowo i zwieńczony dość wydatnym gzymsem. Narożniki ośmiokąta opinają lisice. |
|         | Kościół filialny św. Rozalii            | Odrowąż 51°08′00″N 20°38′58″E/51,133333 20,649444                               | przed 1721 r.          | Kościółek ma konstrukcję zrębową ustawioną na kamiennej podmurówce. Wnętrze nakryte jest płaskim stropem. W głębi prezbiterium stoi ołtarz z umieszczonym w nim obrazem przedstawiającym patronkę kościółka. |
|         | Kościół parafialny św. Wawrzyńca        | Lipa 51°06′42″N 20°10′28″E/51,111667 20,174444                                  | 1761 r.                | Kościół jest orientowany, ma konstrukcję zrębową z drewna modrzewiowego, wzmacnianą lisicami. Elewacje pokryte są szalunkami z desek „na styk”, zwieńczone gzymsem podokapowym. Wnętrze nawy, podzielonej na trzy części przykryte jest: środkiem pozornym sklepieniem kolebkowym, po bokach płaskimi stropami. Prezbiterium także nakrywa płaski strop. |

### Poza szlakiem
| Zdjęcie | Obiekt                                       | Lokalizacja                                    | Czas powstania obiektu | Uwagi |
| ------- | -------------------------------------------- | ---------------------------------------------- | ---------------------- | --- |
|         | Kaplica Nawiedzenia Najświętszej Marii Panny | Nida 50°45′23″N 20°33′19″E/50,756389 20,555278 | przed 1834 r.          | Kaplica posiada murowaną ścianę frontową i niewielką wieżyczkę na krytym gontem dachu. We wnętrzu znajduje się barokowy ołtarzyk z obrazem Matki Boskiej z Dzieciątkiem. |